# Europacup I 1959/60
De vijfde editie van de Europacup I werd voor de vijfde opeenvolgende keer gewonnen door Real Madrid in de finale tegen het Duitse Eintracht Frankfurt. Het was een memorabele finale waarin tien doelpunten vielen, een recordscore voor een finale in de competitie. 27 teams namen deel waaronder 26 kampioenen, Real was geplaatst als titelverdediger. Het was ook al de derde keer dat Real Madrid een ander Spaans team versloeg in de competitie.

## Voorronde
| Team #1                    | Tot.  | Team #2                    | 1ste wed | 2de wed |
| -------------------------- | ----- | -------------------------- | -------- | ------- |
| Jeunesse d'Esch            | 6 - 2 | ŁKS Łódź                   | 5 - 0    | 1 - 2   |
| Fenerbahçe SK              | 4 - 3 | Csepel SC                  | 1 - 1    | 3 - 2   |
| OGC Nice                   | 4 - 3 | Shamrock Rovers            | 3 - 2    | 1 - 1   |
| ASK Vorwärts Berlin        | 2 - 3 | Wolverhampton Wanderers FC | 2 - 1    | 0 - 2   |
| Olympiakos                 | 3 - 5 | AC Milan                   | 2 - 2    | 1 - 3   |
| CDNA Sofía                 | 4 - 8 | FC Barcelona               | 2 - 2    | 2 - 6   |
| Rangers FC                 | 7 - 2 | RSC Anderlecht             | 5 - 2    | 2 - 0   |
| Cervena Hviezda Bratislava | 4 - 1 | FC Porto                   | 2 - 1    | 2 - 0   |
| Linfield FC                | 3 - 7 | IFK Göteborg               | 2 - 1    | 1 - 6   |
| Wiener Sport-Club          | 2 - 1 | Petrolul Ploiești          | 0 - 0    | 2 - 1   |

- Real Madrid, Rode Ster, Sparta Rotterdam, B 1909 en Young Boys waren vrij in de voorronde.

## Eerste ronde
| Team #1            | Tot.   | Team #2                    | 1ste wed | 2de wed | Playoff |
| ------------------ | ------ | -------------------------- | -------- | ------- | ------- |
| Fenerbahçe SK      | 3 - 3  | OGC Nice                   | 2 - 1    | 1 - 2   | 1 - 5   |
| Real Madrid        | 12 - 2 | Jeunesse d'Esch            | 7 - 0    | 5 - 2   |         |
| AC Milan           | 1 - 7  | FC Barcelona               | 0 - 2    | 1 - 5   |         |
| Rode Ster Belgrado | 1 - 4  | Wolverhampton Wanderers    | 1 - 1    | 0 - 3   |         |
| BSC Young Boys     | 2 - 5  | Eintracht Frankfurt        | 1 - 4    | 1 - 1   |         |
| B 1909 Odense      | 2 - 5  | Wiener Sport-Club          | 0 - 3    | 2 - 2   |         |
| Sparta Rotterdam   | 4 - 4  | IFK Göteborg               | 3 - 1    | 1 - 3   | 3 - 1   |
| Rangers FC         | 5 - 4  | Cervena Hviezda Bratislava | 4 - 3    | 1 - 1   |         |

## Kwartfinale
| Team #1             | Tot.  | Team #2                 | 1ste wed | 2de wed | Playoff |
| ------------------- | ----- | ----------------------- | -------- | ------- | ------- |
| OGC Nice            | 3 - 6 | Real Madrid             | 3 - 2    | 0 - 4   |         |
| FC Barcelona        | 9 - 2 | Wolverhampton Wanderers | 4 - 0    | 5 - 2   |         |
| Eintracht Frankfurt | 3 - 2 | Wiener Sport-Club       | 2 - 1    | 1 - 1   |         |
| Sparta Rotterdam    | 3 - 3 | Rangers FC              | 2 - 3    | 1 - 0   | 2-3     |

## Halve finale
| Team #1             | Tot.   | Team #2      | 1ste wed | 2de wed |
| ------------------- | ------ | ------------ | -------- | ------- |
| Real Madrid         | 6 - 2  | FC Barcelona | 3 - 1    | 3 - 1   |
| Eintracht Frankfurt | 12 - 4 | Rangers FC   | 6 - 1    | 6 - 3   |

## Finale
| Team #1     | Res.  | Team #2             |
| ----------- | ----- | ------------------- |
| Real Madrid | 7 - 3 | Eintracht Frankfurt |

Hampden Park Glasgow
18 mei 1960
Opkomst: 135 000 toeschouwers

Scheidsrechter: John A. Mowatt (Schotland)

Scorers: 18' Richard Kreß 0-1, 27' Alfredo Di Stéfano 1-1, 30' Alfredo Di Stéfano 2-1, 45' Ferenc Puskás 3-1, 56' Ferenc Puskás 4-1 (p), 60' Ferenc Puskás 5-1, 71' Ferenc Puskás 6-1, 72' Erwin Stein 6-2, 75' Alfredo Di Stéfano 7-2, 76' Erwin Stein 7-3
Real Madrid (trainer Miguel Muñóz):

Rogelio Antonio Domínguez; Marcos Alonso Marquitos, José Santamaria, José María Zárraga (c), José María Vidal, Canario, Luis del Sol, Alfredo Di Stéfano, Ferenc Puskás, Francisco Gento

Eintracht Frankfurt (trainer Paul Oßwald):

Egon Loy; Friedel Lutz, Hermann Höfer, Hans Weilbächer (c), Hans-Walter Eigenbrodt, Dieter Stinka; Richard Kreß, Dieter Lindner, Erwin Stein, Alfred Pfaff, Erich Meier

## Kampioen
| Europacup I – Seizoen 1959/60 |
| ----------------------------- |
| Real Madrid 5de titel         |